# Alosterna tabacicolor tenebris
Alosterna tabacicolor tenebris es una subespecie de escarabajo longicornio del género Alosterna, tribu Lepturini, subfamilia Lepturinae. Fue descrita científicamente por Danilevsky en 2012.
La especie se mantiene activa durante los meses de junio y julio.

## Descripción
Mide 6,1-8,1 milímetros de longitud.

## Distribución
Se distribuye por China, Corea y Rusia.